# Louis Cordice
Louis Cordice, né le 1er octobre 1989 en Angleterre est un acteur britannique.
Il est spécialement connu pour son interprétation du personnage de Blaise Zabini, élève de Serpentard et ami de Drago Malefoy, dans les trois derniers films de la saga : Harry Potter et le Prince de sang-mêlé (2009), Harry Potter et les Reliques de la Mort, partie 1 (2010) et partie 2 (2011).

## Carrière
Il fait ses débuts de comédien dans le court métrage Juvenile réalisée par China Moo-Young. Il y interprète le personnage de Leon.
Bien avant son apparition dans Harry Potter et le Prince de sang-mêlé, l'acteur Louis Cordice expliquera dans une interview que ce n'était pas la première fois qu'il était dans un film de la saga. En effet, il était à l'origine la doublure d'Alfred Enoch (l'interprète de Dean Thomas) dans Harry Potter à l'école des sorciers mais qu'il était devenu « trop grand » par la suite pour continuer.
En décembre 2007, il rejoint finalement le casting de la saga sous les traits de Blaise Zabini, un élève de Serpentard et ami de Drago Malefoy. Le sixième film de la série, Harry Potter et le Prince de sang-mêlé, initialement prévu pour novembre 2008, sort en retard, le 25 juillet 2009.
Le tournage pour la dernière tranche de la série Harry Potter, Harry Potter et les Reliques de la Mort, va du 18 février 2009 au 12 juin 2010. Pour des raisons aussi bien financières que liées au respect de l'œuvre, le livre original a été divisé en deux films, tournés l'un après l'autre. En effet, le réalisateur aurait été contraint de couper de nombreuses scènes pour tenir tout le roman dans un seul film.
Harry Potter et les Reliques de la Mort, partie 1 sort le 24 novembre 2010. Le dernier opus, Harry Potter et les Reliques de la Mort, partie 2 sort en juillet 2011. C'est le premier et le seul film de la série diffusé en 3D. C'est aussi le seul film de la série « Harry Potter » à passer la barre symbolique du milliard de dollars de recettes dans le monde. 
En août 2017, il est annoncé au casting du film auto-biographique 'Michael' - The Michael Watson Story, qui raconte l'histoire du célèbre boxeur Michael Watson (en). Louis Cordice interprétera le rôle titre du boxeur.

## Filmographie

### Cinéma

#### Longs métrages
- 2009 : Harry Potter et le Prince de sang-mêlé (Harry Potter and the Half-Blood Prince) de David Yates : Blaise Zabini
- 2010 : Harry Potter et les Reliques de la Mort, partie 1 (Harry Potter and the Deathly Hallows - Part 1) de David Yates : Blaise Zabini
- 2011 : Harry Potter et les Reliques de la Mort, partie 2 (Harry Potter and the Deathly Hallows - Part 2) de David Yates : Blaise Zabini

Prochainement
- À venir : 'Michael' - The Michael Watson Story de Sean Cronin : Michael Watson (en)[5]

#### Court métrage
- 2007 : Juvenile de China Moo-Young : Leon

### Clip vidéo
- 2013 : I Hope de Rebecca Ferguson

## Liens extexnes
- « Louis Cordice » (présentation), sur l'Internet Movie Database
- « Louis Cordice » (fiche bio), sur Allociné